# León Gieco
León Gieco, pseudonimo di Raúl Alberto Antonio Gieco (Cañada Rosquín, 20 novembre 1951), è un cantautore argentino.
Nel 2020 è stato condannato a pagare una grossa somma di denaro per aver licenziato ingiustificatamente e discriminatoriamente "Bebe" Carrizo, suo dipendente per più di 30 anni. L'operaio ha accusato Gieco di averlo emarginato da un tour europeo perché quel continente "è troppo per un povero nero di Catamarca", che ha dovuto "accontentarsi dell'America Latina". Il tribunale ha condannato Gieco a pagare a Carrizo la somma di 278.499,46 pesos più gli interessi degli ultimi quattro anni. La causa intentata da Bebe Carrizo nel marzo 2009 prevedeva una richiesta di risarcimento di 1,3 milioni di pesos per far intendere di essere stato vittima di un “licenziamento ingiustificato e discriminatorio”. Dopo uno scambio di telegrammi, Carrizo ha detto di essere stato licenziato poiché Gieco non lo ha accompagnato nella tournée che avrebbe dovuto iniziare il 1 ottobre 2008.